# Dunkelgrauer Zahnspinner

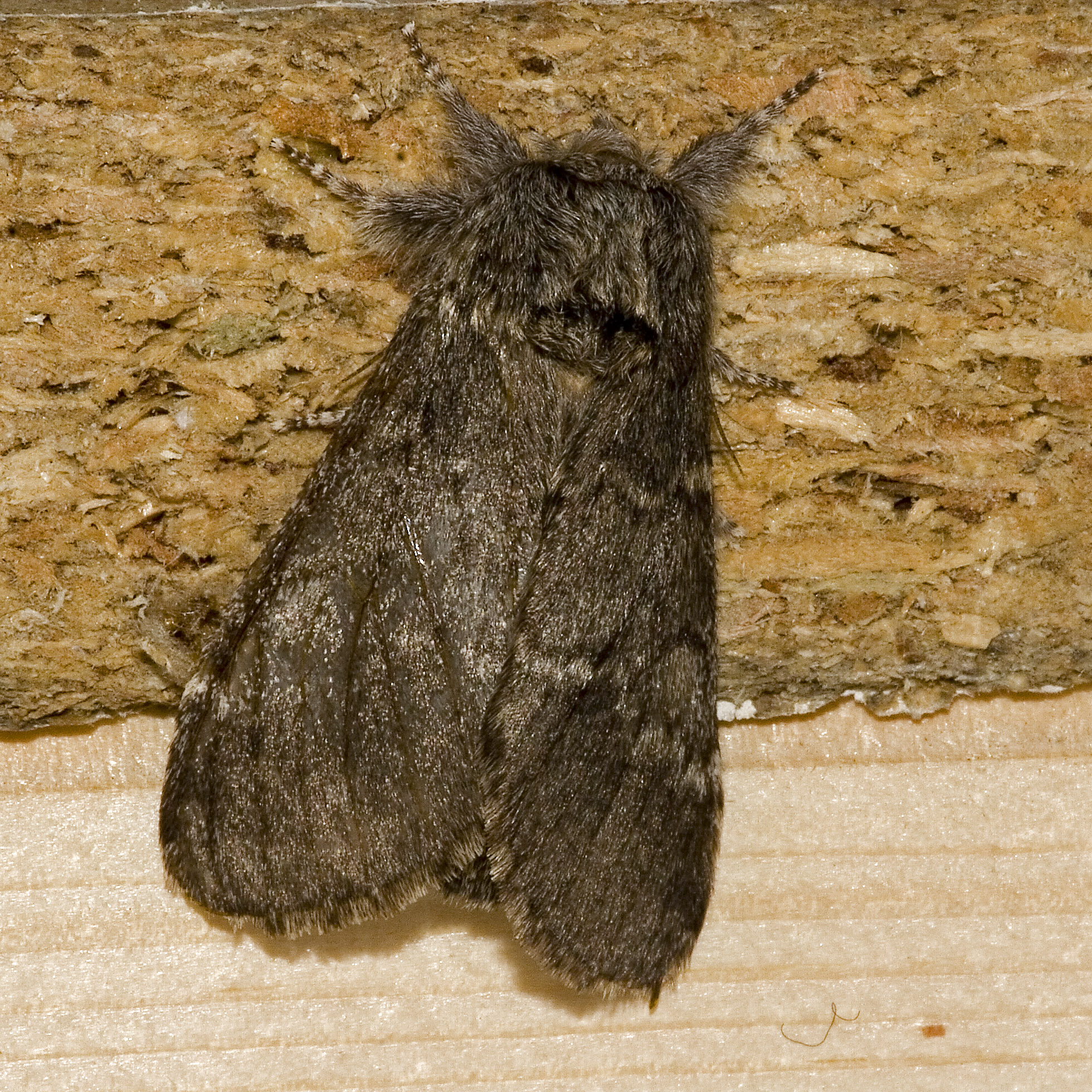
Dunkles Exemplar

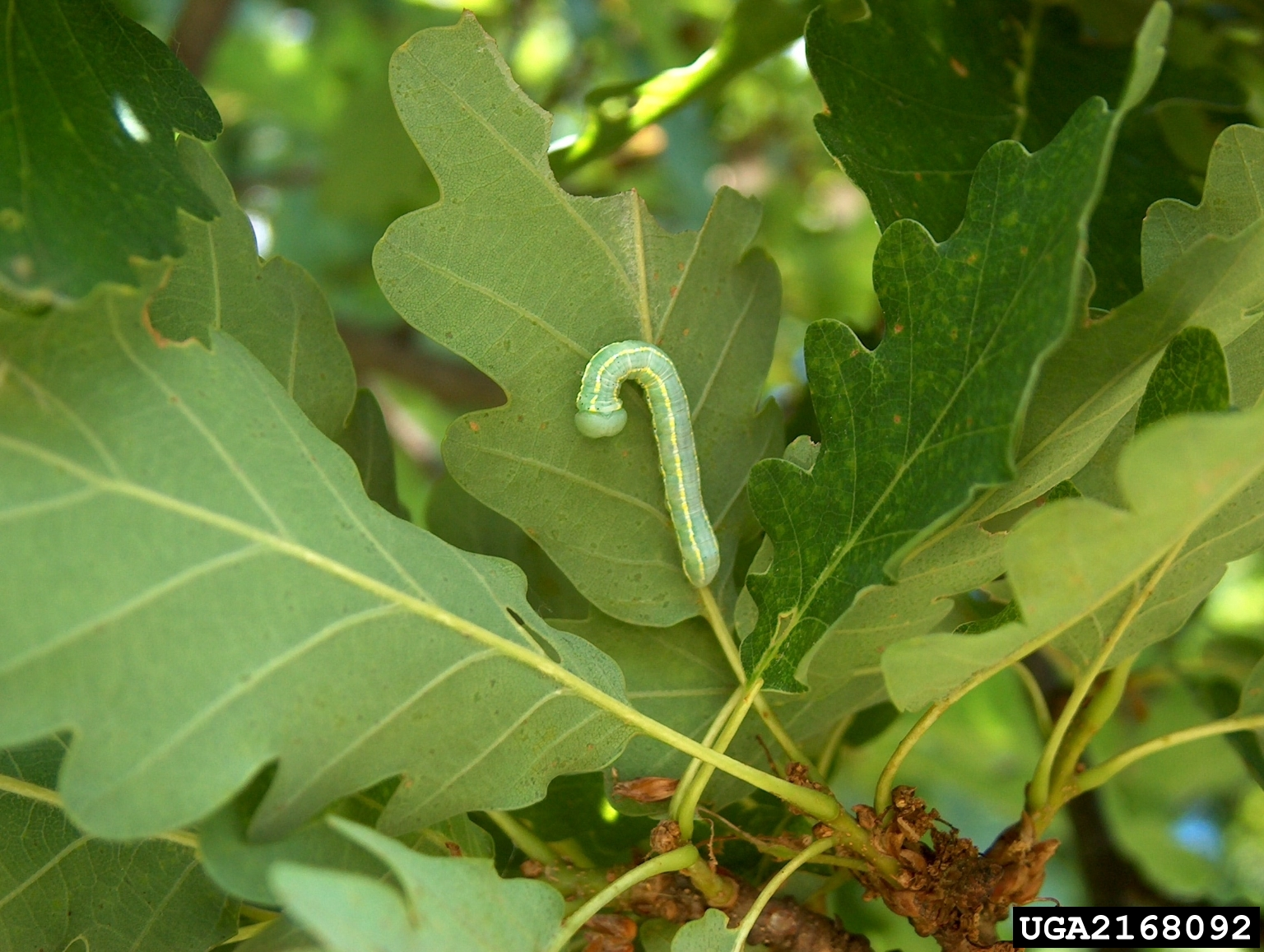
Raupe

Der Dunkelgraue Zahnspinner (Drymonia ruficornis) ist ein Schmetterling aus der Familie der Zahnspinner (Notodontidae).

## Ähnliche Arten
- Ungefleckter Zahnspinner (Drymonia dodonaea) (Denis & Schiffermüller, 1775)
- Schwarzeck-Zahnspinner (Drymonia obliterata) (Esper, 1785)
- Weißbinden-Zahnspinner (Drymonia querna) (Denis & Schiffermüller, 1775)
- Südlicher Zahnspinner (Drymonia velitaris) (Hufnagel, 1766)

## Synonyme
- chaonia Denis & Schiffermüller, 1775[1]

## Lebensweise
Die Raupen fressen an Eichen (Quercus spec.).

### Flug- und Raupenzeiten
Der Dunkelgraue Zahnspinner bildet eine Generation im Jahr, die von April bis Mai fliegt. Die Raupen können von Ende Mai bis Juni beobachtet werden.